# Giovanni Quaquerini
Giovanni Quaquerini o Quacquerini o Quaquarini (Stradella, 1820 – Piacenza, 1897) è stato un compositore italiano.

## Biografia
Nato a Stradella nel 1820, si formò presso il Conservatorio di Milano. Debuttò nel teatro d'opera con Il califfo e la schiava su libretto di Felice Romani, rappresentata al Teatro Stradella di Voghera nell’autunno del 1842.
Giunto a Piacenza nel 1859 con un gruppo de 100 prigionieri del generale austriaco Karl von Urban, provenienti da Stradella e mandati in ostaggio a Piacenza, fu liberato in seguito alla Battaglia di San Martino nel giugno dello stesso anno.
Insegnò armonia e composizione e nella sua scuola si formarono molti compositori divenuti famosi, tra i quali Amilcare Ponchielli e Corrado Pavesi Negri, Alfonso Fratus De Balestrini.
Scrisse opere melodrammatiche, musica sacra e composizioni pianistiche. Buon didatta, il suo Trattato di armonia rimasto inedito fu premiato all’Esposizione di Milano del 1881.
Fu ispettore del Teatro municipale di Piacenza. Raffinato critico musicale, ha collaborato a Il Progresso e Libertà occupandosi tra il 1875 al 1895 della vita musicale piacentina. Morì nel 1897.
Tra i suoi allievi si ricorda Carlo Cattanei.

## Opere[8]
- Il califfo e la schiava (1842)
- Ricordi, op. 5
- La sera, capriccio op. 5 (Milano, Domenico Vismara, dopo il 1860)
- La traviata, fantasia brillante, op. 6 (Milano, Domenico Vismara, dopo il 1860)
- Evolutions
- Introduzione e gran valzer di concerto (Milano, Ricordi, 1879 circa)
- Mazurka concertata (Milano, Lucca, [1861])
- Omaggio a Beethoven, meditazione